# Antonio Capitta
Antonio Capitta (Cagliari, 7 maggio 1941 – Cagliari, 11 ottobre 2017) è stato un giornalista italiano.
Noto per essere l'inviato da Cagliari per la RAI delle trasmissioni televisive 90º minuto e Domenica sportiva, è stato anche cronista e conduttore del TG Sardegna, e successivamente nella rete televisiva Videolina.

## Biografia
Nel 1966, all'età di 25 anni entrò in RAI nella sede regionale di Cagliari, per poi quattro anni dopo, nel 1970 acquisire il tesserino di giornalista professionista. Nella TV di Stato diventò il principale referente per i servizi dalla Sardegna e, facendo parte della redazione sportiva, diventò inviato delle partite e degli eventi del Cagliari Calcio, principale formazione dell'isola nel panorama calcistico italiano. Fu pertanto, seppur giovanissimo, uno dei cantori dello Scudetto rossoblù, ma soprattutto una delle pietre miliari negli anni settanta e ottanta delle trasmissioni cult dello sport italiano come 90º minuto e la Domenica sportiva. Negli anni novanta, con l'aumento delle partite trasmesse in televisione ebbe anche l'occasione di essere bordocampista nelle partite disputate in Sardegna, tra cui quelle della Coppa UEFA 1993-1994. Contestualmente all'attività di inviato per la TV nazionale, condusse ed effettuò servizi per il TG regionale della Sardegna. Terminò l'esperienza in RAI andando in pensione nel 1998.
Successivamente, entrò in Videolina, principale rete televisiva dell'isola, come opinionista sportivo ma anche come giornalista, confezionando i servizi delle partite delle serie minori sarde. Condusse inoltre la trasmissione di approfondimento sportivo Anteprima Sport.
Nel 2003 diventò presidente regionale dell'Unione Stampa Sportiva Italiana.
Morì a 76 anni, dopo una lunga malattia, a Cagliari l'11 ottobre 2017.